# Pycnandra linearifolia
Pycnandra linearifolia är en tvåhjärtbladig växtart som beskrevs av Swenson och Jérôme Munzinger. Pycnandra linearifolia ingår i släktet Pycnandra och familjen Sapotaceae. Inga underarter finns listade i Catalogue of Life.